# Windsor Davies
Windsor Davies (ur. 28 sierpnia 1930 w Canning Town, w Londynie, zm. 17 stycznia 2019) – brytyjski aktor walijskiego pochodzenia,  występował w roli sierżanta Williamsa, jednej z głównych postaci sitcomu It Ain’t Half Hot Mum.
Urodził się w brytyjskiej stolicy. Był dzieckiem  pary Walijczyków. Spędził w Walii cały okres II wojny światowej. Ukończył kolegium nauczycielskie i przez pewien czas pracował w zawodzie. Po odbyciu zasadniczej służby wojskowej, postanowił zająć się aktorstwem. Grał m.in. w kilku serialach telewizyjnych, m.in.:  Never the Twain czy The Onedin Line. Rolą, która przyniosła mu największą popularność wśród brytyjskiej publiczności, była postać despotycznego sierżanta w It Ain’t Half Hot Mum. W 1975 wspólnie ze swoim partnerem z serialu, Donem Estelle, nagrał singiel Whispering Grass, który przez pewien czas zajmował pierwsze miejsce na brytyjskich listach przebojów. Zagrał także główne role w komediach Cała naprzód: Rzymski camping (1975) i Anglio do dzieła (1976).
W ciągu ostatnich 20 lat skupiał się głównie na pracy teatralnej i dubbingowej. Był także twarzą kampanii reklamowych batoników Cadbury.